# Grmuša
Grmuša (szerbül: Грмуша) falu Bosznia-Hercegovinában, Bihács községben, a Bosznia-hercegovinai Föderáció Una-Szanai kantonjában. 

## Fekvése
Bihács központjától légvonalban 11, közúton 17 km-re északkeletre, részben az Una völgyének karsztsíkságán, részben a Grmeč-hegység sziklás fennsíkján fekszik.  A falu szegélyező legmagasabb hegycsúcsok, a Drenova glava (751 m), a Mareševa glavica (463 m) és a Novakovića glavica (579 m). Vízhiányos falu volt, ahol régen a tehetősebbek lovakon hozták a vizet az Unából, a szegényebbek és a nők pedig csapatokba verődve maguk hordták fel a faluba. Csak a Srbljan melletti Trnjak településrész rendelkezett kúttal. A hegy alatt található településrészek: Bunića Brdo és Novakovića Glavica, Kežljevac és Grabež voltak, míg Vukašinovići és Brkljači a síkságon feküdt.

## Népessége
| Nemzetiségi csoport | Népesség 1991 | Népesség 2013 |
| ------------------- | ------------- | ------------- |
| Szerb               | 288           | 0             |
| Bosnyák             | 3             | 0             |
| Horvát              | 0             | 0             |
| Jugoszláv           | 4             | 0             |
| Egyéb               | 9             | 0             |
| Összesen            | 304           | 0             |

## Története
A határában található őskori településmaradványok alapján területe mér az őskorban is lakott volt.
A mai település neve nem tudják, honnan  származik, de Radoslav Lopašić szerint mindenképpen a törökök előtti időkből való. A helyiek azt mondják, hogy Grmuša arról a mennydörgésről kapta a nevét, amelyet a fegyverek hangja okoz, mert még ma is él az emberek között egy mondás, amely szerint: „Grmušában hallatszik a mennydörgés.”
Kosta Kovačević 1888-ban így ír róla. Noha Grmuša falu nagy területet foglal el, még mindig nincs benne több mint 80 szerb ház, amelyek többnyire szétszórtan állnak, ezért szegények és nyomorúságosak. Grmuša földje nem a legtermékenyebb, de még mindig jobb a szarvasmarha tartására, mint bármely Bihács környéki falu. Manapság Grmušában nagyon szegények az emberek, ennek oka – mint mondták – többnyire a vízhiány, a másik ok pedig az, hogy a legutóbbi lázadáskor az emberek tönkrementek és elszegényedtek. Miután házaik leégtek és állatállomány nélkül maradtak, és nem tudtak hova menni, nem tudtak újra eljutni a lázadás előtti szintre.
Ez a falu egykor a leggazdagabb volt az összes Bosznai falu közül. Az ottani emberek olyan tiszteletre méltóak és nemesek voltak, mint sehol máshol Boszniában. Az összejöveteleken a grmušaniak voltak az elsők, akik ősi viseletükkel, gyönyörű és gazdag ruháikkal kitűntek. Ráadásul Grmuša volt szerb betyárok első számú támogatója abban az időben, amikor a szerbek nem tudták felemelni a fejüket népük ellenségei ellen. Ahogy minden embernek vannak hibái az erényei mellett, úgy a falunak is vannak csúnya szokásai, amelyek különösen az utóbbi időben jelentek meg. A grmušiak mindig nagyon nyugtalanok voltak, gyakran veszekedtek és egymást is lemészárolták, úgyhogy a hely inkább rablótanyának tűnt, mint békés emberek lakta falunak.
Közvetlenül a Veliki Radica-i határon a „Krivodol” nevű helyen van egy régi templom, amely csak a legutóbbi lázadásban égett le. Azt mondják, hogy ezt a templomot a híres szerb hadvezér Stojan Janković építette 200 évvel ezelőtt. Azon a helyen, ahol a templom volt, azt mondják, hogy Stojan véletlenül megölte az egyik komáját, ezért, hogy Isten megbocsássa ezt a bűnt, templomot épített arra a helyre. Végül a szultáni fermán mentette meg a büntetéstől és a közvélekedés szerint török lett, és ezután törökként élt Konstantinápolyban. Amikor azonban mégis elhagyta Konstantinápolyt, és Kotárba menekült, a törökök felgyújtották a templomát, majd felrobbantották és a köveket és beépítették saját házaikba. De a nép titokban ismét fatemplomot épített arra a helyre, és az a templom az öregek szerint 150 évig állt.

## Nevezetességei
- A faluban állt a Szent Panteleimon ortodox templom, melynek elődjét a hagyomány szerint a híres szerb hadvezér Stojan Janković építtette. A templom a boszniai háború során súlyosan megrongálódott, ezért omlásveszélyre hivatkozta 2009-ben lebontásra ítélték.[5]

- A Grmuša cseppkőbarlang egy feltáratlan, több száz méter mély barlang, amely nemrégiben történt felfedezése óta Bihács város egyedülálló természeti látványossága, és amely hamarosan elérhetővé válhat azon turisták számára, akik az Una folyó mellett a természeti és történelmi emlékhelyek mellett szeretnek barlangokban is sétálni.[6]

- A Lonina kosai várrom. A várrom a Megjugorje rétjei feletti erdőben található, a Grmeć-hegy magaslatán. Északnyugattól délkelet felé ellipszis alakban húzódik, melynek teljes hossza 244 m, legnagyobb szélessége 77 m. Egyenetlen belsejét egyszerű sánc veszi körül, amely csak az északkeleti oldalon hiányzik. A délkeleti oldalon, ahol kevésbé meredek a lejtő, egy másik rövid külső sánc csatlakozik a fősánchoz. A fősánc magassága az északi oldalon 6 m, a nyugati oldalon 4 m, a déli oldalon 2 m. A néphit szerint a Lonina Kosa domb elnevezése onnan ered, hogy egy vidékről származó ember agyagedényt talált a dombon. A környéken jónéhány agyagból készült, kézzel formázott tárgy található.[7]

- Baljevac várromja légvonalban csaknem két kilométerre található az említett lonina kosai várromtól északnyugatra, Marešova glavicán és az Osoj mögött egy részben erdővel borított, részben magas páfrányokkal benőtt földnyelven 449 m tengerszint feletti magasságban. A vár szabálytalan, kerek formájú, 130 m hosszú és 110 m széles, északról és keletről 2 m magas kősánc veszi körül, amely belül lapossá válik. A nyugati végén a lejtőn egy kb. 50 cm magas kis sziklatömb áll, a domb keleti oldalán pedig egy gödör található. A töltés környékén sok a kézzel formázott agyagedény található, ezért mind a baljevaci várat, mind a lonina kosait őskori településnek tartják.[7]